# Epigenética do comportamento
A epigenética comportamental é o campo de estudo que examina o papel da epigenética na formação do comportamento animal (incluindo humano). Ela busca explicar como a criação molda a natureza, em que natureza se refere à hereditariedade biológica e criação se refere a praticamente tudo que ocorre durante a vida (por exemplo, experiência social, dieta e nutrição e exposição a toxinas). A epigenética comportamental tenta fornecer uma estrutura para a compreensão de como a expressão dos genes é influenciada pelas experiências e pelo ambiente para produzir diferenças individuais no comportamento, cognição, personalidade e saúde mental.
A regulação epigenética da expressão gênica envolve outras mudanças além da sequência do DNA e inclui mudanças nas histonas (proteínas em torno das quais o DNA é envolvido) e metilação do DNA, além de modificações pós-transcricionais por RNAs não codificantes. Essas mudanças epigenéticas podem influenciar o crescimento dos neurônios no cérebro em desenvolvimento, bem como modificar a atividade dos neurônios no cérebro adulto. Juntas, essas mudanças epigenéticas na estrutura e função dos neurônios podem ter uma influência marcante no comportamento de um organismo.

## Plano de fundo
Em biologia, e especificamente na genética, epigenética é o estudo de mudanças hereditárias na atividade do gene que não são causadas por mudanças na sequência do DNA; o termo também pode ser usado para descrever o estudo de alterações estáveis de longo prazo no potencial de transcrição de uma célula que não são necessariamente hereditárias.
Exemplos de mecanismos que produzem tais mudanças são a metilação do DNA e a modificação das histonas, cada um dos quais altera a forma como os genes são expressos sem alterar a sequência de DNA subjacente. A expressão do gene pode ser controlada por meio da ação de proteínas repressoras que se ligam às regiões silenciadoras do DNA.

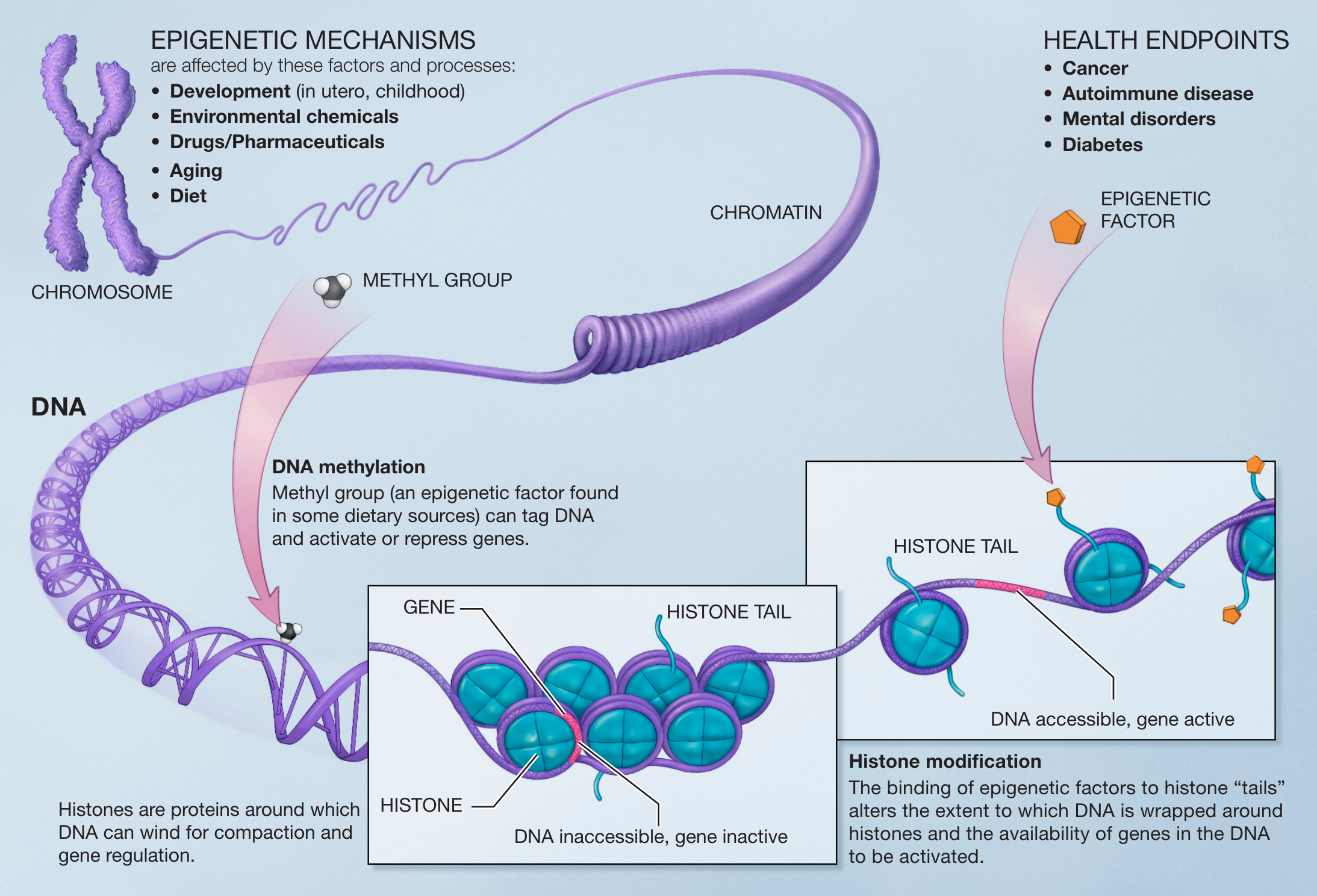
As modificações do epigenoma não alteram o DNA.

A metilação do DNA "desliga" um gene – resulta na incapacidade da informação genética de ser lida do DNA; remover o marcador de metila pode ativar o gene de volta.
A epigenética tem uma forte influência no desenvolvimento de um organismo e pode alterar a expressão de características individuais. Mudanças epigenéticas ocorrem não apenas no feto em desenvolvimento, mas também em indivíduos ao longo da vida humana. Como algumas modificações epigenéticas podem ser passadas de uma geração para a próxima, as gerações subsequentes podem ser afetadas pelas mudanças epigenéticas que ocorreram nos pais.

## Descoberta
O primeiro exemplo documentado de epigenética afetando o comportamento foi fornecido por Michael Meaney e Moshe Szyf. Enquanto trabalhavam na Universidade McGill em Montreal em 2004, eles descobriram que o tipo e a quantidade de cuidados que uma rata mãe fornece nas primeiras semanas da infância da prole determina como o rato filhote responde ao estresse mais tarde na vida. Essa sensibilidade ao estresse foi associada a uma regulação negativa na expressão do receptor de glicocorticoide no cérebro. Por sua vez, essa regulação negativa foi considerada uma consequência da extensão da metilação na região promotora do gene do receptor de glicocorticoide. Imediatamente após o nascimento, Meaney e Szyf descobriram que os grupos metil reprimem o gene do receptor de glicocorticoide em todos os filhotes de ratos, tornando o gene incapaz de se desenrolar da histona para ser transcrito, causando uma diminuição na resposta ao estresse. Descobriu-se que os comportamentos cuidadores da mãe rata estimulam a ativação das vias de sinalização de estresse que removem os grupos metil do DNA. Isso libera o gene firmemente enrolado, expondo-o para transcrição. O gene glicocorticoide é ativado, resultando em resposta reduzida ao estresse. Filhotes de ratos que recebem uma criação com menos cuidados maternos são mais sensíveis ao estresse ao longo de sua vida.

## Pesquisa em epigenética na psicologia

### Personalidade
A interação com o ambiente, tanto pré-natal quanto pós-natal, influencia a modulação dos genes no desenvolvimento sináptico e na neuroplasticidade; em consequência, traços de personalidade são influenciados em suas dimensões de temperamento e caráter através da determinação epigenética; Um exemplo é a regulação de polimorfismos gênicos envolvidos no metabolismo da serotonina e dopamina, neurotransmissores que modulam diferenças de personalidade. Segundo C. Robert Cloninger, novas pesquisas "sugerem que a habilidade do caráter humano de autorregular a emoção pode estar relacionada à capacidade humana de autorregulação da expressão gênica, que pode ser cultivada por autoconsciência aprimorada", e há correlação de que RNA longos não-codificantes (lncRNAs) estão envolvidos em modificações epigenéticas associadas ao caráter.

### Ansiedade e propensão ao risco

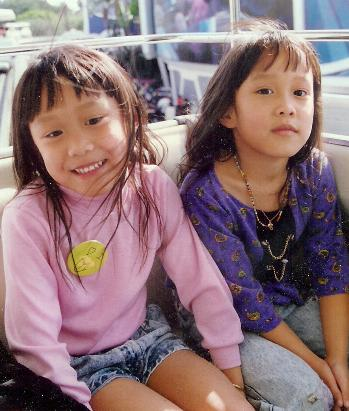
Gêmeos monozigóticos são gêmeos idênticos. Os estudos com gêmeos ajudam a revelar diferenças epigenéticas relacionadas a vários aspectos da psicologia.

Em um pequeno estudo clínico em humanos publicado em 2008, diferenças epigenéticas foram associadas a diferenças na propensão ao risco e reações ao estresse em gêmeos monozigóticos. O estudo identificou gêmeos com caminhos de vida diferentes, em que um dos gêmeos exibia comportamentos de risco e o outro exibia comportamentos avessos ao risco. Diferenças epigenéticas na metilação do DNA das ilhas CpG proximais ao gene DLX1 se correlacionaram com o comportamento diferente. Os autores do estudo dos gêmeos observaram que, apesar das associações entre os marcadores epigenéticos e as diferenças nos traços de personalidade, a epigenética não pode prever processos complexos de tomada de decisão, como a seleção de carreira.

### Estresse

O eixo hipotalâmico-pituitário-adrenal está envolvido na resposta humana ao estresse.

Estudos em animais e humanos encontraram correlações entre cuidados inadequados durante a infância e mudanças epigenéticas que se correlacionam com deficiências de longo prazo resultantes da negligência.
Estudos em ratos mostraram correlações entre o cuidado materno em termos de lambedura dos filhos e alterações epigenéticas. Um alto nível de lambidas resulta em uma redução de longo prazo na resposta ao estresse, conforme medido comportamental e bioquimicamente em elementos do eixo hipotálamo-pituitária-adrenal (HPA). Além disso, a metilação diminuída do DNA do gene do receptor de glicocorticóide foi encontrada na prole que experimentou um alto nível de lambedura; o receptor de glicorticoide desempenha um papel fundamental na regulação do HPA. O oposto é encontrado na prole que experimentou baixos níveis de lambidas e, quando os filhotes são trocados, as alterações epigenéticas são revertidas. Esta pesquisa fornece evidências para um mecanismo epigenético subjacente. Suporte adicional vem de experimentos com a mesma configuração, usando drogas que podem aumentar ou diminuir a metilação. Finalmente, as variações epigenéticas no cuidado parental podem ser transmitidas de uma geração para a outra, da mãe para a prole feminina. As fêmeas que receberam maior cuidado dos pais (ou seja, lambidas intensas) tornaram-se mães que se envolveram em lambidas intensas e os filhos que receberam menos lambidas tornaram-se mães que lamberam menos.
Em humanos, um pequeno estudo de pesquisa clínica mostrou a relação entre a exposição pré-natal ao humor materno e a expressão genética, resultando em maior reatividade ao estresse na prole. Três grupos de bebês foram examinados: aqueles nascidos de mães medicadas para depressão com inibidores da recaptação da serotonina; aqueles que nasceram de mães deprimidas que não receberam tratamento para depressão; e aqueles nascidos de mães não deprimidas. A exposição pré-natal ao humor deprimido/ansioso foi associada ao aumento da metilação do DNA no gene do receptor de glicocorticoide e ao aumento da reatividade ao estresse do eixo HPA. Os achados foram independentes do fato de as mães estarem sendo tratadas farmacologicamente para depressão ou não.
Pesquisas recentes também mostraram a relação da metilação do receptor de glicocorticoide materno e a atividade neural materna em resposta às interações mãe-bebê em vídeo. O acompanhamento longitudinal desses bebês será importante para compreender o impacto do cuidado precoce nesta população de alto risco na epigenética e no comportamento infantil.

### Psicoterapia
Uma revisão de 2020 levantou 13 estudos de acompanhamento que mostraram que intervenções preventivas e de psicoterapia produziam alterações epigenéticas, e o crescente aumento de pesquisas indica uma atuação condizente com a afirmação de Eric Kandel de que "na medida em que a psicoterapia é bem-sucedida em provocar mudanças substantivas no comportamento, ela o faz produzindo alterações em expressão de gene"; ainda que incipiente sua aplicação, é especulado que a epigenética tem papel explicativo na formação de resiliência e numa possível "prevenção transgeracional", em que, pelo mesmo mecanismo mas de efeito oposto ao de traumas, são transmitidos os marcadores benéficos resultantes da terapia.

## Cognição

### Aprendizagem e memória
Uma revisão de 2010 discute o papel da metilação do DNA na formação e armazenamento da memória, mas os mecanismos precisos que envolvem a função neuronal, memória e reversão da metilação permanecem obscuros.
Estudos em roedores constataram que o ambiente exerce influência nas mudanças epigenéticas relacionadas à cognição, em termos de aprendizagem e memória; enriquecimento de estimulação ambiental se correlacionou com o aumento da acetilação das histonas e a verificação pela administração de inibidores de histona desacetilase induziu o surgimento de dendritos, um aumento do número de sinapses e restabeleceu o comportamento de aprendizagem e o acesso a memórias de longo prazo. A pesquisa também vinculou o aprendizado e a formação da memória de longo prazo a mudanças epigenéticas reversíveis no hipocampo e no córtex de animais com cérebros funcionando normalmente e não danificados. Em estudos humanos, cérebros post-mortem de pacientes com Alzheimer mostram níveis aumentados de histona desacetilase

## Psicopatologia e saúde mental
O caráter multifatorial e poligênico dos distúrbios mentais envolve uma inter-relação entre genética, epigenética e ambiente, o que inclui ativação e supressão de genes por outros genes reguladores. Estudos mais comumente realizados para seu rastreio são o de genes candidatos e o estudo de associação de epigenoma completo (EWAS, epigenome-wide association study). Há grande associação de que adversidades pré-natais e da infância inicial, como maus tratos, exerçam influências sobre o desenvolvimento de psicopatologias, havendo ainda indícios para um potencial de transmissão intergeracional dos marcadores epigenéticos de indivíduos traumatizados.

### Dependência de drogas
As influências ambientais e epigenéticas parecem trabalhar juntas para aumentar o risco de adicção. Por exemplo, foi demonstrado que o estresse ambiental aumenta o risco de abuso de substâncias. Na tentativa de lidar com o estresse, o álcool e as drogas podem ser usados como escape. Uma vez que o abuso de substâncias começa, entretanto, as alterações epigenéticas podem exacerbar ainda mais as mudanças biológicas e comportamentais associadas ao vício.
Mesmo o abuso de substâncias em curto prazo pode produzir mudanças epigenéticas de longa duração no cérebro de roedores, por meio da metilação do DNA e modificação das histonas. Modificações epigenéticas foram observadas em estudos em roedores envolvendo etanol, nicotina, cocaína, anfetamina, metanfetamina e opiáceos. Especificamente, essas mudanças epigenéticas modificam a expressão gênica, o que por sua vez aumenta a vulnerabilidade de um indivíduo a se envolver em overdose repetida de substâncias no futuro. Por sua vez, o aumento do abuso de substâncias resulta em mudanças epigenéticas ainda maiores em vários componentes do sistema de recompensa de um roedor (por exemplo, no núcleo accumbens). Consequentemente, surge um ciclo em que as mudanças em áreas do sistema de recompensa contribuem para as mudanças neurais e comportamentais de longa duração associadas ao aumento da probabilidade de dependência, manutenção da dependência e recaída. Em humanos, o consumo de álcool demonstrou produzir alterações epigenéticas que contribuem para o aumento da fissura pelo álcool. Como tal, as modificações epigenéticas podem desempenhar um papel na progressão da ingestão controlada para a perda de controle do consumo de álcool. Essas alterações podem ser de longo prazo, como é evidenciado em fumantes que ainda possuem alterações epigenéticas relacionadas à nicotina dez anos após a cessação. Portanto, modificações epigenéticas podem ser responsáveis por algumas das mudanças comportamentais geralmente associadas ao vício. Isso inclui: hábitos repetitivos que aumentam o risco de doenças e problemas pessoais e sociais; necessidade de gratificação imediata; altas taxas de recaída após o tratamento; e a sensação de perda de controle.
Evidência para alterações epigenéticas relacionadas vieram de estudos em humanos envolvendo álcool, nicotina e abuso de opiáceos. As evidências de alterações epigenéticas decorrentes do abuso de anfetaminas e cocaína derivam de estudos em animais. Em animais, alterações epigenéticas relacionadas a drogas em pais também mostraram afetar negativamente a prole em termos de memória operacional espacial mais pobre, atenção reduzida e volume cerebral diminuído.

### Transtornos alimentares e obesidade
As mudanças epigenéticas podem ajudar a facilitar o desenvolvimento e a manutenção dos transtornos alimentares por meio de influências no ambiente inicial e ao longo da vida. Mudanças epigenéticas pré-natais devido a estresse maternal, comportamento e dieta podem predispor a prole posteriormente a ansiedade aumentada e persistente e transtornos de ansiedade. Esses problemas de ansiedade podem precipitar o aparecimento de distúrbios alimentares e obesidade e persistir mesmo após a recuperação dos distúrbios alimentares.
As diferenças epigenéticas que se acumulam ao longo da vida podem ser responsáveis pelas diferenças incongruentes nos transtornos alimentares observados em gêmeos monozigóticos. Na puberdade, os hormônios sexuais podem exercer mudanças epigenéticas (via metilação do DNA) na expressão gênica, sendo responsáveis por taxas mais altas de transtornos alimentares em homens em comparação com mulheres. Em geral, a epigenética contribui para comportamentos de autocontrole desregulados e persistentes relacionados ao desejo de compulsão alimentar.

### Esquizofrenia
Alterações epigenéticas, incluindo hipometilação de genes glutamatérgicos (ou seja, do gene NR3B da subunidade do receptor NMDA e o promotor do gene GRIA2 da subunidade do receptor AMPA) nos cérebros humanos pós-mortem de esquizofrênicos estão associadas a níveis elevados do neurotransmissor glutamato. Como o glutamato é o neurotransmissor excitatório mais prevalente e rápido, níveis elevados podem resultar em episódios psicóticos relacionados à esquizofrenia. Alterações epigenéticas que afetam um maior número de genes foram detectadas em homens com esquizofrenia em comparação com mulheres com a doença.
Estudos populacionais estabeleceram uma forte associação ligando a esquizofrenia em crianças nascidas de pais mais velhos. Especificamente, crianças nascidas de pais com mais de 35 anos têm uma probabilidade três vezes maior de desenvolver esquizofrenia. Foi demonstrado que disfunção epigenética em células espermáticas masculinas humanas, afetando vários genes, aumenta com a idade. Isso fornece uma possível explicação para o aumento das taxas da doença em homens. Para este fim, toxinas (por exemplo, poluentes do ar) mostraram aumentar a diferenciação epigenética. Animais expostos ao ar ambiente de usinas siderúrgicas e rodovias apresentam mudanças epigenéticas drásticas que persistem após a remoção da exposição. Portanto, são prováveis alterações epigenéticas semelhantes em pais humanos mais velhos. Os estudos da esquizofrenia fornecem evidências de que o debate natureza versus criação no campo da psicopatologia deve ser reavaliado para acomodar o conceito de que os genes e o ambiente trabalham em conjunto. Como tal, muitos outros fatores ambientais (por exemplo, deficiências nutricionais e uso de cannabis) foram propostos para o aumento da suscetibilidade de transtornos psicóticos como a esquizofrenia via epigenética.

### Transtorno bipolar
As evidências de modificações epigenéticas para o transtorno bipolar não são claras. Um estudo descobriu a hipometilação de um promotor de gene de uma enzima do lobo pré-frontal (isto é, catecol-O-metiltransferase ligada à membrana, ou COMT) em amostras de cérebro post-mortem de indivíduos com transtorno bipolar. COMT é uma enzima que metaboliza dopamina na sinapse. Essas descobertas sugerem que a hipometilação do promotor resulta na superexpressão da enzima. Por sua vez, isso resulta no aumento da degradação dos níveis de dopamina no cérebro. Esses achados fornecem evidências de que a modificação epigenética no lobo pré-frontal é um fator de risco para o transtorno bipolar. No entanto, um segundo estudo não encontrou diferenças epigenéticas em cérebros post-mortem de indivíduos bipolares.

### Transtorno depressivo maior
As causas do transtorno depressivo maior (TDM) são mal compreendidas do ponto de vista da neurociência. As mudanças epigenéticas que levam a mudanças na expressão do receptor de glicocorticoide e seu efeito no sistema de estresse HPA discutido acima, também foram aplicadas às tentativas de compreender o TDM.
Muito do trabalho em modelos animais se concentrou na regulação negativa indireta do fator neurotrófico derivado do cérebro (BDNF) por meio da superativação do eixo do estresse. Estudos em vários modelos de depressão em roedores, frequentemente envolvendo indução de estresse, também encontraram modulação epigenética direta do BDNF.

### Psicopatia
A epigenética pode ser relevante para aspectos do comportamento psicopático por meio da metilação e modificação das histonas. Esses processos são hereditários, mas também podem ser influenciados por fatores ambientais, como tabagismo e abuso. A epigenética pode ser um dos mecanismos pelos quais o ambiente pode impactar a expressão do genoma. Estudos também ligaram a metilação de genes associados à nicotina e dependência de álcool em mulheres, TDAH e abuso de drogas. É provável que a regulação epigenética, bem como o perfil de metilação, desempenhem um papel cada vez mais importante no estudo do jogo entre o ambiente e a genética dos psicopatas.

### Suicídio
Um estudo do cérebro de 24 suicidas, 12 dos quais tinham história de abuso infantil e 12 não, encontrou níveis reduzidos de receptor de gligocorticoides em vítimas de abuso infantil e alterações epigenéticas associadas.

## Insetos sociais
Diversos estudos indicam a metilação da citosina do DNA ligada ao comportamento social de insetos, como abelhas e formigas. Nas abelhas, quando a abelha cuidadora muda de suas tarefas na colmeia ao ambiente de fora, no forrageamento, as marcas de metilação da citosina estão mudando. Quando uma abelha forrageira foi revertida para as funções de cuidadora, as marcas de metilação da citosina também foram revertidas. O knockdown de DNMT3 nas larvas mudou a operária para o fenótipo de rainha. Rainha e operária são duas castas distintas com morfologia, comportamento e fisiologia diferentes. Estudos em silenciamento do DNMT3 também indicaram que a metilação do DNA pode regular o splicing alternativo do gene e a maturação do pré-mRNA.

## Limitações e direção futura
Muitos pesquisadores contribuem com informações para o Human Epigenome Consortium. O objetivo de pesquisas futuras é reprogramar mudanças epigenéticas para ajudar no vício, doença mental, mudanças relacionadas à idade, declínio da memória e outros problemas. No entanto, o grande volume de dados baseados em consórcio torna a análise difícil. A maioria dos estudos também se concentra em um gene. Na verdade, muitos genes e interações entre eles provavelmente contribuem para diferenças individuais de personalidade, comportamento e saúde. Como os cientistas sociais costumam trabalhar com muitas variáveis, determinar o número de genes afetados também apresenta desafios metodológicos. Mais colaboração entre pesquisadores médicos, geneticistas e cientistas sociais tem sido defendida para aumentar o conhecimento neste campo de estudo.
O acesso limitado ao tecido cerebral humano representa um desafio para a realização de pesquisas em humanos. Ainda não saber se as mudanças epigenéticas no sangue e nos tecidos (não cerebrais) são paralelas às modificações no cérebro, coloca ainda mais confiança na pesquisa do cérebro. Embora alguns estudos epigenéticos tenham traduzido achados de animais para humanos, alguns pesquisadores alertam sobre a extrapolação dos estudos com animais para humanos. Uma visão observa que quando os estudos com animais não consideram como os componentes subcelulares e celulares, órgãos e todo o indivíduo interagem com as influências do meio ambiente, os resultados são muito redutores para explicar o comportamento.
Alguns pesquisadores observam que as perspectivas epigenéticas provavelmente serão incorporadas aos tratamentos farmacológicos. Outros alertam que mais pesquisas são necessárias, pois as drogas são conhecidas por modificar a atividade de vários genes e podem, portanto, causar efeitos colaterais graves. No entanto, o objetivo final é encontrar padrões de mudanças epigenéticas que podem ser direcionados para tratar doenças mentais e reverter os efeitos dos estressores da infância, por exemplo. Se esses padrões tratáveis eventualmente se tornarem bem estabelecidos, a incapacidade de acessar cérebros em humanos vivos para identificá-los representa um obstáculo ao tratamento farmacológico. Pesquisas futuras também podem enfocar as mudanças epigenéticas que medeiam o impacto da psicoterapia na personalidade e no comportamento.
A maioria das pesquisas epigenéticas é correlacional; simplesmente estabelece associações. Mais pesquisas experimentais são necessárias para ajudar a estabelecer a causalidade. A falta de recursos também limitou o número de estudos intergeracionais. Portanto, o avanço dos estudos longitudinais e multigeracionais, dependentes da experiência, será fundamental para uma maior compreensão do papel da epigenética na psicologia.

### Legenda de imagem
1. ↑    Canal iônico  Proteínas G e receptores ligados  (Cor do texto) Fatores de transcrição